# Zajednički poduhvat
Zajednički poduhvat (engl. joint venture) je ugovor kome dve ili više osoba, ili preduzeća, udružuju svoju imovinu i/ili rad radi ostvarenja unaprijed određenog poslovnog poduhvata, a posle, pošto se poslovni pothvat ispuni, osobe se razdružuju, s tim da učesnici proporcionalno svom udelu ili dogovoru dele dobitak i snose gubitak.
Zajednički poduhvat je sličan partnerstvu, ali se od njega razlikuje po tome što se odnosi na unapred određenu poslovnu operaciju čije je ostvarenje vezano na određeno vreme (makar i na više godina), dok partnerstvo predstavlja zajedničko vođenje poslova u svim segmentima njihove delatnosti i u pravilu je trajan poslovni odnos.

## Formulisanje
Joint venture može se formulisati kroz niz koraka, pri čemu je za svaki potrebno mnogo rada, te svaki korak mora biti precizan. Ti koraci su:
- ciljevi, struktura i projektovanje forme zajedničkog poduhvata, uključujući i iznos ulaganja kao i financijske aranžmane i dug
- proizvodi koje će preduzeće zajedničkog poduhvata proizvoditi, njihov tehnički opis i upotreba
- alternativne proizvodne tehnologije
- procenjene vrednosti opreme
- procenjena cena (e) proizvoda
- cena financijskog ulaganja
- analiza tržišta za proizvod koji će se proizvoditi, unutar i izvan terotorija
- analiza konkurencije
- projektovanje prodaje i metoda distribucije
- detalji ponude, uključujući i marketing (reklamiranje), transport i skladištenje proizvoda, kao i njihovo ispitivanje kvaliteta, poslovi vezani uz nusproizvode i otpad
- procenjeni troškovi za transfer tehnologije
- strani marketing na ciljanom tržištu
- potrebno osoblje i njihova obuka
- financijska projekcija
- uticaj na okolinu
- socijalna naknada.

## Studija izvodljivosti
Studija izvodljivost pokazuje isplativost projekta zajedničkog poduhvata, a u nju je uključen čitav niz parametara, kao što su:
- partneri zajedničkog poduhvata
- ciljevi i struktura preduzeća zajedničkog poduhvata
- ulaganje i financiranje projekta
- proizvodi preduzeća te njihov opis
- tehnologija proizvodnje
- troškovi potrebne opreme
- troškovi transfera tehnologija
- analiza cenovna koristi
- analiza tržišta
- analiza konkurencije
- troškovi opskrbe, transporta, skladištenja, nusproizvoda i otpada.
- potrebno osoblje i njihova obuka.

## Mane
Neki od nedostataka u zajedničkom poduhvatu mogu biti:
- različite filozofije u određivanju očekivanja i ciljeva između joint venture partnera.
- neravnoteža u visini ulaganja i stručnosti.
- neadekvatna identifikacija, podrška i kompenzacija kod višeg vođstva i menadžmentskog tima.
- prilikom udruživanja preduzeća iz različitih kontinenata, dolazi do sukoba kultura i načina rukovođenja kod JV partnera.

## Postotak zajedničkog ulaganja
U Sjedinjenim Državama, da bi se osnovalo joint venture društvo, potreban je sljedeći nivo ulaganja:
- manje od  3 miliona; 70% glavnice moraju činiti investicije.
- više od  3 miliona; 50% glavnice moraju činiti investicije.
- više od  10 miliona; 40% glavnice moraju činiti investicije.
- više od  30 miliona; 33% glavnice moraju činiti investicije.

Strani investicioni partneri u SAD-u moraju uložiti minimalno 25% od ukupne vrednosti glavnice. Kineski ulagači nemaju zakonom predviđeni minimum ulaganja.

## Prekid
Joint venture društvo može prestati sa radom kada se:
- ostvare ciljevi JV pothvata
- ne ostvare ciljevi JV pothvata
- jedan ili oba partnera se ne slažu sa ciljevima zajedničke JV tvrtke
- jedan ili oba partnera počinju razvijati nove ciljeve
- istekne vreme zajedničkog pothvata
- zbog pravnih ili finansijskih razloga
- zbog razvoja tržišnih uslova u kojima zajednički pothvat više nije relevantan.

## Literatura
- Wallace, Robert (2004). Strategic Partnerships: An Entrepreneur's Guide to Joint Ventures and Alliances. Kaplan Publishing. ISBN 978-1-60714-060-3.

## Spoljašnje veze
- Zajednički pothvat